# Ahuaxintitla
Ahuaxintitla är en ort i Mexiko.   Den ligger i kommunen Xicotepec och delstaten Puebla, i den sydöstra delen av landet, 160 km nordost om huvudstaden Mexico City. Ahuaxintitla ligger 733 meter över havet och antalet invånare är 1 096.
Terrängen runt Ahuaxintitla är kuperad söderut, men norrut är den bergig. Runt Ahuaxintitla är det ganska tätbefolkat, med 149 invånare per kvadratkilometer. Närmaste större samhälle är Xicotepec de Juárez, 7,3 km väster om Ahuaxintitla. I omgivningarna runt Ahuaxintitla växer i huvudsak städsegrön lövskog.